# Cheswick
Cheswick è un comune (borough) degli Stati Uniti d'America, nella contea di Allegheny nello Stato della Pennsylvania. Secondo il censimento del 2010 la popolazione è di 1.746 abitanti. Il nome lo si deve all'omonima cittadina inglese.
La cittadina è stata testimone di uno dei più grandi disastri della storia dei minatori, avvenuto il 25 gennaio 1904 dove persero la vita circa 200 persone.

## Società

### Evoluzione demografica
La composizione etnica vede una quasi totalità della razza bianca (98,8%) (2010).
| borough di Cheswick Popolazione |       |
| 2000                            | 1.899 |
| 2010                            | 1.746 |